# 青い街の狼
『青い街の狼』（あおいまちのおおかみ）は、1962年5月13日に公開された日活制作のサスペンスアクション映画、原作は山村正夫の「さすらい」、監督は古川卓巳、主演は二谷英明。

## あらすじ
麻薬組織の幹部、チャーリーを乗せた旅客機が爆破を起こして海へと墜落した。数日後、麻薬Ｇメンという正体を隠した神永五郎が、香港から日本へ入国、キャバレーの社長矢代を尋ね、矢代の用心棒に雇われた。神永はそこで頻繁に矢代を訪ねてくる正体不明の秀南白という男に目を付ける。

## 配役
- 二谷英明：神永五郎
- 芦川いづみ：緑川弓子
- 藤村有弘：矢代大作
- 杉江弘：丹羽
- 千代侑子：藤井友子
- チコ・ローランド：ダニー
- 楠侑子：サリー
- マイク・ダントニ：ベン
- ジェームス・ロビンス：スティーヴ
- 垂水悟郎：指令者
- 宮崎準：高梨警部
- 宮原徳平：大里
- 中台祥浩：風太郎
- 武内悦子：ステュワーデス
- 榎木兵衛：空港の整備員
- 八代康二：空港の男
- 緑川宏：空港の男
- 野村隆：東洋航空の係員
- 英原穣二：旅客機のパイロット
- 花村典昌：記者
- 野呂圭介：パトカーの男
- 林茂朗：谷
- 高品格：三沢
- 上野山功一：松井
- 二本柳寛：秀南白

## スタッフ
- 監督 ：古川卓巳
- 脚色 ： 小川英
- 企画 ： 岩井金男 (企画)
- 音楽 ： 佐藤勝
- 編集 :  辻井正則
- 原作 :　山村正夫
- 撮影 :  伊佐山三郎